# Dezastru (film din 2025)
Dezastru (în engleză Havoc) este un film thriller de acțiune din 2025, regizat de Gareth Evans după propriul scenariu. Rolurile principale au fost interpretate de actorii Tom Hardy, Jessie Mei Li, Justin Cornwell, Quelin Sepulveda, Luis Guzmán, Yeo Yann Yann, Timothy Olyphant și Forest Whitaker. Este o coproducție între Statele Unite ale Americii și Regatul Unit. Filmul a fost lansat de Netflix la 25 aprilie 2025.

## Rezumat
O bandă de hoți, formată din Charlie, Mia, Johnny și Wes, au furat un lot de mașini de spălat în care se află un transport ascuns de cocaină. Ei sunt urmăriți de Vincent, Hayes, Jake și Cortez, un grup de detectivi de la brigada de narcotice. Cortez este grav rănit în timpul urmăririi și spitalizat.
Mai târziu în acea noapte, Charlie și Mia duc cocaina furată lui Tsui, șeful Triadei locale. Mia a furat anterior mașina lui Tsui și a fost obligată să lucreze pentru acesta pentru a-și achita datoria. În timp ce se află acolo, câțiva atacatori mascați dau năvală în ascunzătoare, împușcându-l pe Tsui și pe acoliții săi. Charlie și Mia abia scapă. Atacatorii mascați sunt aliați cu Ching, locotenentul nemulțumit al lui Tsui, care fuge din ascunzătoare cu puțin timp înainte de sosirea lor.
Patrick Walker este un detectiv de la omucideri, el s-a înstrăinat de familia sa și este plătit și de Lawrence Beaumont, un magnat imobiliar corupt, candidat la primărie și tatăl lui Charlie. Aflând că fiul său este acuzat de uciderea lui Tsui, Lawrence îi poruncește lui Walker să-l găsească și să-l protejeze. Alături de noua sa parteneră, începătoarea Ellie, Walker începe să caute piste pentru a-i găsi pe Charlie și Mia.
Walker îl vizitează și pe Cortez la spital, deoarece acesta a fost membru al echipei de narcotice, toți fiind pe statul de plată al lui Lawrence. Walker s-a depărtat de aceștia în urma unui incident în care Vincent a ucis un polițist sub acoperire în timpul unui furt de droguri care a mers prost. În timp ce Walker investighează, mama lui Tsui și sora mai mare a lui Ching, o conducătoare importantă a Triadei poreclită „Mama”, sosesc în oraș și îl confruntă pe Ching, cerând să afle ce s-a întâmplat cu fiul ei. Ching dă vina pe Charlie, așa că mama îl răpește brutal pe tatăl său, Lawrence, din coloana sa de mașini.
Walker îl găsește pe unchiul Miei, Raul, care falsifică pașapoarte cu care Charlie și Mia vor să părăsească SUA. Walker îl obligă pe Raul să le dea celor doi o întâlnire într-un club de noapte pentru a le da pașapoartele. Înainte ca Walker să-i poată scoate în siguranță din club pe Charlie și Mia, apar Vincent, Hayes și Jake. Mia îl identifică pe Vincent ca fiind ucigașul lui Tsui. Raul, Johnny, Wes și triadele trimise de „Mama” apar de asemenea, ceea ce duce la o încăierare generală și mai multe împușcături. Hayes, Raul, Johnny, Wes și zeci de triade sunt uciși. Walker abia scapă cu Mia și cu Charlie care este rănit.
Walker realizează că Vincent și colegii săi căutau de fapt să deturneze transportul de cocaină pentru profitul lor, în loc să-l prindă pe Charlie și oamenii săi. Vincent colaborează cu Ching, care are un cumpărător pentru cocaină. El a vrut să profite de pe urma înțelegerii și să-l elimine pe Tsui, pe care îl detesta pentru că a fost promovat să conducă Triada orașului în locul său. Ching se duce la spital și îi ucide pe Cortez și pe soția sa. Ellie, trimisă de Walker să-l protejeze pe Cortez, îl urmărește și îl prinde.
Walker se duce cu Charlie și Mia în vechea cabană a tatălui său, de la periferia orașului. Triadele îi urmăresc și lansează un atac masiv, urmând o luptă cu arme de foc. Cei trei ucid pe mulți dintre atacatori, dar Charlie și Mia sunt prinși. Walker o ucide pe Asasină, după o luptă brutală în care aceasta este grav rănită. Mama apare cu gărzile ei de corp și cu Lawrence prizonier. Crezând că Charlie l-a ucis pe Tsui, ea îl obligă pe Lawrence să joace un joc de ruletă rusească cu Mia.
Cu toate acestea, Ellie apare, după ce i-a prins pe Vincent și Jake alături de Ching. Ea arată că aceștia sunt adevărații vinovați. Ching recunoaște că a complotat moartea lui Tsui pentru că a fost gelos pentru că sora sa i-a dat fiului ei conducerea în locul lui, după moartea fratelui lor cel mare, fostul lider al Triadei. Jake se eliberează brusc și încearcă să-l împuște pe Charlie, dar Lawrence îl protejează, murind în brațele lui Charlie. Ching și membrii trădători ai Triadei, loiali lui, o împușcă mortal pe Mamă și pe oamenii acesteia. Ching îl rănește și pe Vincent, care la rândul său îl împușcă pe Ching și fuge cu cocaina. Walker îl urmărește pe o linie de cale ferată.
Ellie și Jake se ceartă, iar Jake este pe punctul de a o împușca pe Ellie, dar Charlie îl împușcă ca răzbunare pentru tatăl său. Vincent încearcă să fugă cu trenul, dar este împușcat și rănit de Walker. Cei doi se ceartă, Vincent îl împușcă pe Walker, determinându-l pe acesta să riposteze și să-l împuște mortal pe Vincent. Poliția apare, iar Ellie îi lasă pe Charlie și Mia să plece. Ellie discută apoi cu Walker, care este grav rănit. El o îndeamnă să-l aresteze, dar Ellie refuz. În final, Walker privește mașinile de poliție care sosesc în timp ce soarta sa rămâne incertă.

## Distribuție
- Tom Hardy – Patrick Walker
- Jessie Mei Li⁠(d) – Ellie
- Justin Cornwell⁠(d) – Charlie
- Quelin Sepulveda – Mia
- Luis Guzmán – Raul
- Michelle Waterson⁠(d) – Asasin(a)
- Sunny Pang – Ching
- Jim Caesar – Wes
- Xelia Mendes-Jones⁠(d) – Johnny
- Yeo Yann Yann⁠(d) – mama lui Tsui
- Timothy Olyphant – Vincent
- Forest Whitaker – Lawrence Beaumont
- Richard Harrington⁠(d) – Jake
- Narges Rashidi⁠(d) – Helena, soția lui Patrick
- Jeremy Ang Jones – Tsui

## Producție
La 19 februarie 2021, s-a dezvăluit că Gareth Evans va regiza un film pe baza unui scenariu pe care l-a scris în cadrul contractului său exclusiv cu Netflix. Evans a fost creditat pentru scenariu, iar Scott Frank și John Lee Hancock pentru material literar suplimentar.
Evans a fost anunțat și ca producător al filmului, împreună cu Tom Hardy și Ed Talfan de la Severn Screen, și Aram Tertzakian de la XYZ Films.
După anunțul inițial, Hardy a fost distribuit într-un rol principal. Forest Whitaker s-a alăturat distribuției în luna următoare. În iunie 2021, Timothy Olyphant, Justin Cornwell, Jessie Mei Li și Yeo Yann Yann s-au alăturat distribuției principale, iar Quelin Sepulveda, Luis Guzmán, Sunny Pang și Michelle Waterson în roluri secundare.
Filmările principale au început la 8 iulie 2021, în Cardiff, Țara Galilor, unde a avut loc mare parte a producției. Filmul este „unul dintre cele mai mari filme produse vreodată în Țara Galilor” și a lăsat o „moștenire durabilă pentru cineaști”.
Hardy a fost zărit în Parcul de Agrement Barry Island din Țara Galilor de sud și în fața sălii de concerte Brangwyn Hall⁠(d) din Swansea în iulie și, respectiv, august 2021.
Filmările s-au încheiat oficial la 22 octombrie 2021.
O versiune inițială a filmului a fost livrată studioului în februarie 2022, dar filmul a necesitat filmări suplimentare, care au fost amânate până în iulie 2024 din cauza orarului încărcat de lucru și a grevei SAG-AFTRA.
Cu toate că filmările au avut loc în principal în Țara Galilor, acțiunea filmului se petrece într-un oraș fictiv nenumit din Statele Unite, care îmbină elemente din Chicago, New York și Philadelphia (cum ar fi un tren suspendat și un cartier din Chinatown).

## Lansare
Filmul a fost lansat pe Netflix la 25 aprilie 2025.

## Recepție
Pe Rotten Tomatoes, 65% din cele 102 recenzii ale criticilor sunt pozitive. Consensul site-ului web este „O saga polițistă anemică, punctată cu secvențe de acțiune de bravură, Havoc poate părea o reluare a gloriilor anterioare ale regizorului Gareth Evans, dar, pentru publicul dependent de stilul său de balet, formula este totuși excelentă.” Metacritic, care folosește o medie ponderată, a atribuit filmului un scor mediu de 57 din 100, pe baza a 23 critici, indicând recenzii „mixte sau medii”.